# Großbrand in Sitakunda
Der Großbrand in Sitakunda ereignete sich vom 4. bis 8. Juni 2022 in Sitakunda im Südosten von Bangladesch, etwa 20 Kilometer von Chittagong und dem größten Hafen Bangladeschs entfernt.

## Großbrand
Der Brand brach am 4. Juni gegen 21:00 Uhr Ortszeit im BM Inland Container Depot aus, einem niederländisch-bangladeschischen Joint Venture. Zu diesem Zeitpunkt befanden sich über 4000 Container in dem Depot, in dem etwa 600 Menschen arbeiten. Die erste, massive Explosion ereignete sich gegen 23:45 Uhr. Als mögliche Ursache wurde in einigen Containern Wasserstoffperoxid (H2O2) festgestellt. Andere Container enthielten Schwefel, sodass giftige Dämpfe entstanden. Es wurde versucht die Ausbreitung von Chemikalien in einen nahegelegenen Fluss und weiter in den Indischen Ozean zu verhindern. Ein Spezialteam von Feuerwehrleuten wurde aus der Hauptstadt Dhaka eingeflogen und über 200 Militärkräfte wurden zur Unterstützung eingesetzt, darunter auch Sprengstoffexperten. Der Brand breitete sich auf eine Fläche von rund drei Hektar aus. Am 6. Juni, 50 Stunden nach dem Ausbruch, brannten mindestens noch 15 Container. Das Feuer konnte am 8. Juni gelöscht werden. Daraufhin wurde eine polizeiliche Untersuchung des Feuers in Auftrag gegeben.

## Schäden
Insgesamt wurden etwa 4300 Container zerstört. Etwa 1000 Container enthielten Chemikalien. In anderen lagerten unter anderem Kleidungsstücke für den Export im Wert von mehreren Millionen Dollar. Vorläufige Schätzungen gehen von einem Gesamtschaden in Höhe von 110 Millionen US-Dollar aus. Durch die Explosion zerbrachen Glasscheiben in umliegenden Gebäuden.

## Opfer
Die Zahl der Todesopfer liegt bei mindestens 44, davon mindestens 12 Feuerwehrleute. Insgesamt wurden mehr als 200 Menschen verletzt, darunter zahlreiche mit schweren Verbrennungen. Eine Entschädigung für die Angehörigen der Opfer wurde angekündigt. Zudem sollen für die Verletzten die Behandlungskosten übernommen werden.
Im Juni 2020 kamen bereits drei Menschen bei der Explosion eines Öltanks in einem weiteren Container-Depot im Stadtteil Patenga der Stadt Chittagong ums Leben.